# Atalanta (opéra)
Pour les articles homonymes, voir Atalanta (homonymie).

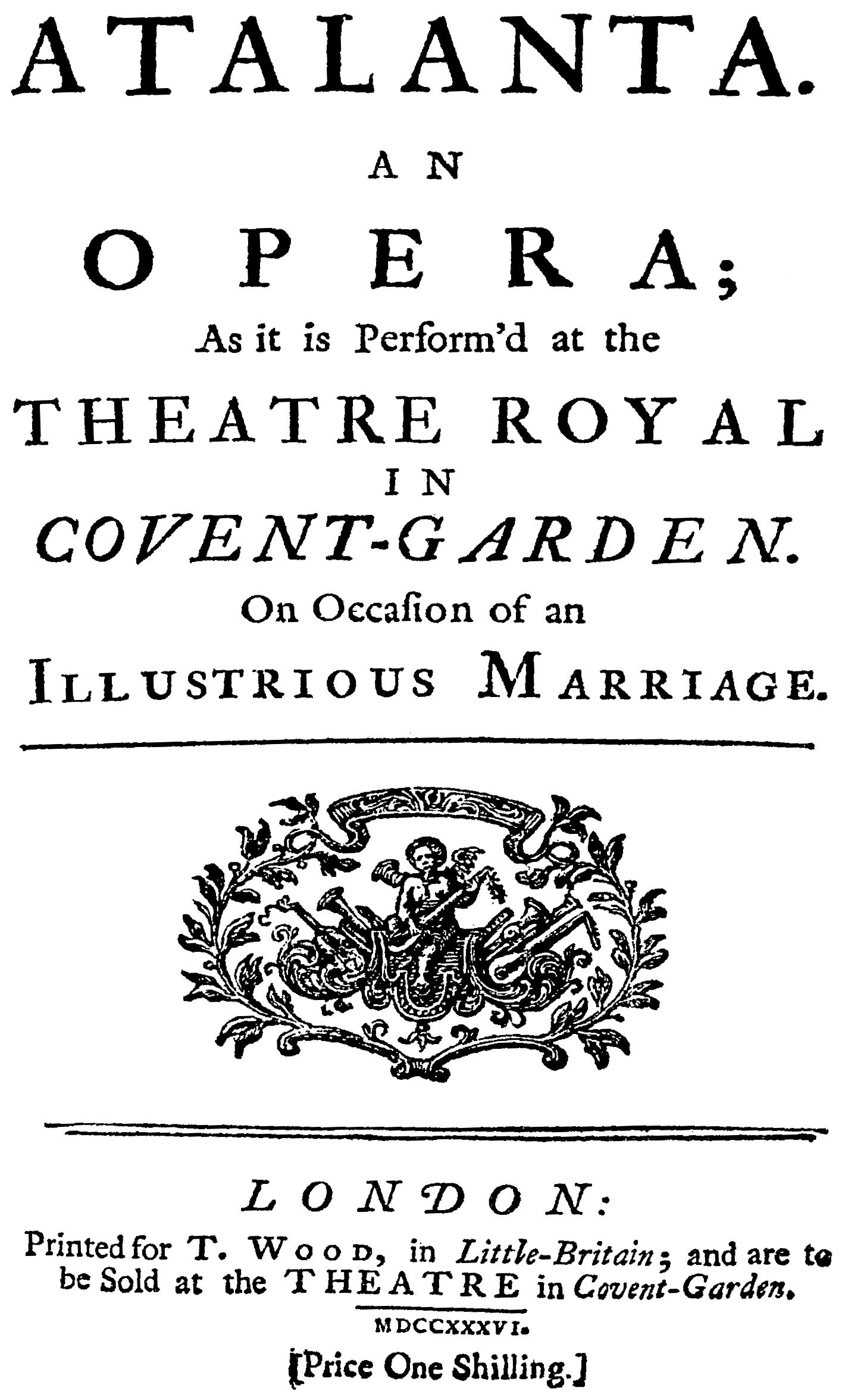
Atalanta, frontispice du livret, Londres, 1736.

Atalanta est un opéra en trois actes de Georg Friedrich Haendel créé en 1736 et fondé sur le personnage mythologique d'Atalante. Le livret, dont on ne connaît pas l’auteur, est en italien, il est tiré du livre La Caccia in Etolia de Belisario Valeriani. 
C'est, après Il pastor fido créé en 1712 et remanié en 1734, l'un des deux seuls opéras de caractère « pastoral » qu'Haendel a composés, ici pour une occasion particulière qui nécessitait un divertissement de caractère léger, avec une fin heureuse marquée par le triomphe de l'amour, dans le cadre d'une Arcadie idéalisée avec ses bergers et bergères dont la grande occupation consistait en intrigues amoureuses.                                             
L'opéra est composé pour les célébrations du mariage en 1736 du prince de Galles Frédéric, le fils aîné de George II. La création a lieu le 12 mai 1736 au théâtre Covent Garden, suivi d'un spectaculaire feu d'artifice, qui est très apprécié par le prince et les spectateurs londoniens. L'opéra et le feu d'artifice sont ensuite repris plusieurs fois dans l'année suivant la création.
Cet opéra est rarement enregistré ou représenté. Avant une production de 1970, le critique musical Winton Dean disait même qu'il n'avait pas été repris depuis 1736.  Un air, Care Selve, Ombre Beate, a cependant acquis une certaine popularité comme pièce de récital. Malgré le fait d'avoir été écrit pour une soprano, il est chanté par Meleagro, un castrat de l’époque de Haendel, Gioacchino Conti. Dans les productions modernes, ce rôle est interprété par une soprano.

## Rôles
| Role                            | Voix            | Création : le 12 mai 1736 |
| ------------------------------- | --------------- | ------------------------- |
| Atalanta                        | soprano         | Anna Maria Strada del Pò  |
| Meleagro                        | soprano castrat | Gioacchino Conti          |
| Irene                           | alto            | Maria Caterina Negri      |
| Aminta                          | ténor           | John Beard                |
| Nicandro                        | basse           | Gustavus Waltz            |
| Mercurio, le messager des Dieux | basse           | Henry Theodore Reinhold   |

## Argument
L'argument est peu développé, voire indigent selon certains critiques. Dans l'ancienne Grèce, autour du XIIIe siècle AC, Meleagro, le jeune roi d'Étolie, fait la cour à Atalanta, qui se cache dans les forêts sous le nom d'Amaryllis, entourée de nymphes et de bergers.
Meleagro la suit, et déguisé en berger, adopte le nom de Thyrsis. Irène et Aminta sont un autre couple de jeunes bergers. Le père d'Irène connaît la vraie identité de Meleagro. Suit une confusion d'amours entre les deux couples, qui finit bien : Atalanta tombe finalement amoureuse de Thyrsis, Irène et Aminta se réconcilient, et le père d'Irène révèle l'identité du jeune roi.

## Arias
Lascia ch'io parta solo; Meleagro
S'è tuo piacer, chio mora; Aminta
Impara, ingrata; Nicandro
Come alla tortorella langue; Irene
Riportai gloriosa palma; Atalanta
Non sarà poco; Meleagro
Lassa! ch'io t'ho perduta; Atalanta
Sì, mel raccordero; Meleagro
Soffri in pace il tuo dolore; Irene
Dì ad Irene, tiranna; Aminta
M'allontano, stegnose pupille; Meleagro
Se nasce un rivoletto; Atalanta
Bench'io non sappia ancor; Atalanta
Diedi il core ad altra Ninfa; Aminta
Ben'io sento l'ingrata; Irene
Or trionfar ti fanno; Nicandro
Sol prova contenti; Mercurio
L'opéra a deux duos, chantés par Meleagro et Atalanta:
- Amarilli? - Oh Dei, che vuoi
- Caro/Cara.

## Discographie
- Atalanta - Dominique Labelle, Susanne Ryden, Cécile van de Sant, Michael Slattery, Philip Cutlip, Corey McKern - Philharmonia Baroque Orchestra dir. Nicholas McGegan - 2 CD Philharmonia (2012)